# Antocha alpigena
Antocha alpigena là một loài ruồi trong họ Limoniidae. Chúng phân bố ở miền Cổ bắc.